# Rescue Dawn
Rescue Dawn er en amerikansk film fra 2007, der handler om den amerikanske pilot Dieter Dengler, der bliver taget til fange i en vietnamesisk torturlejr under Vietnamkrigen. Filmen handler om hans 27-dages flugt fra lejren i junglen.
Filmen er baseret på virkelige hændelser, og er instrueret af Werner Herzog.